# أبي فاريا
أبي فاريا (Abbé Faria أو الأسقف فاريا) واسمه الأصلي جوزيه كوستوديو دي فاريا (30 مايو 1756 - 20 سبتمبر 1819)، وكان راهبا كاثوليكيا من غوا وكان واحدا من رواد الدراسة العلمية للتنويم مغناطيسي، وتبع أعمال فرانز انطون مسمر. وعلى عكس مسمر، الذي زعم أن التنويم المغناطيسي يتوسط له من قبل "المغناطيسية الحيوانية"، قال فاريا انه يعمل بالكامل عن طريق قوة الإيحاء. في أوائل القرن 19، قدم القس فاريا التنويم المغناطيسي الشرقي إلى باريس.